# Nanni di Banco

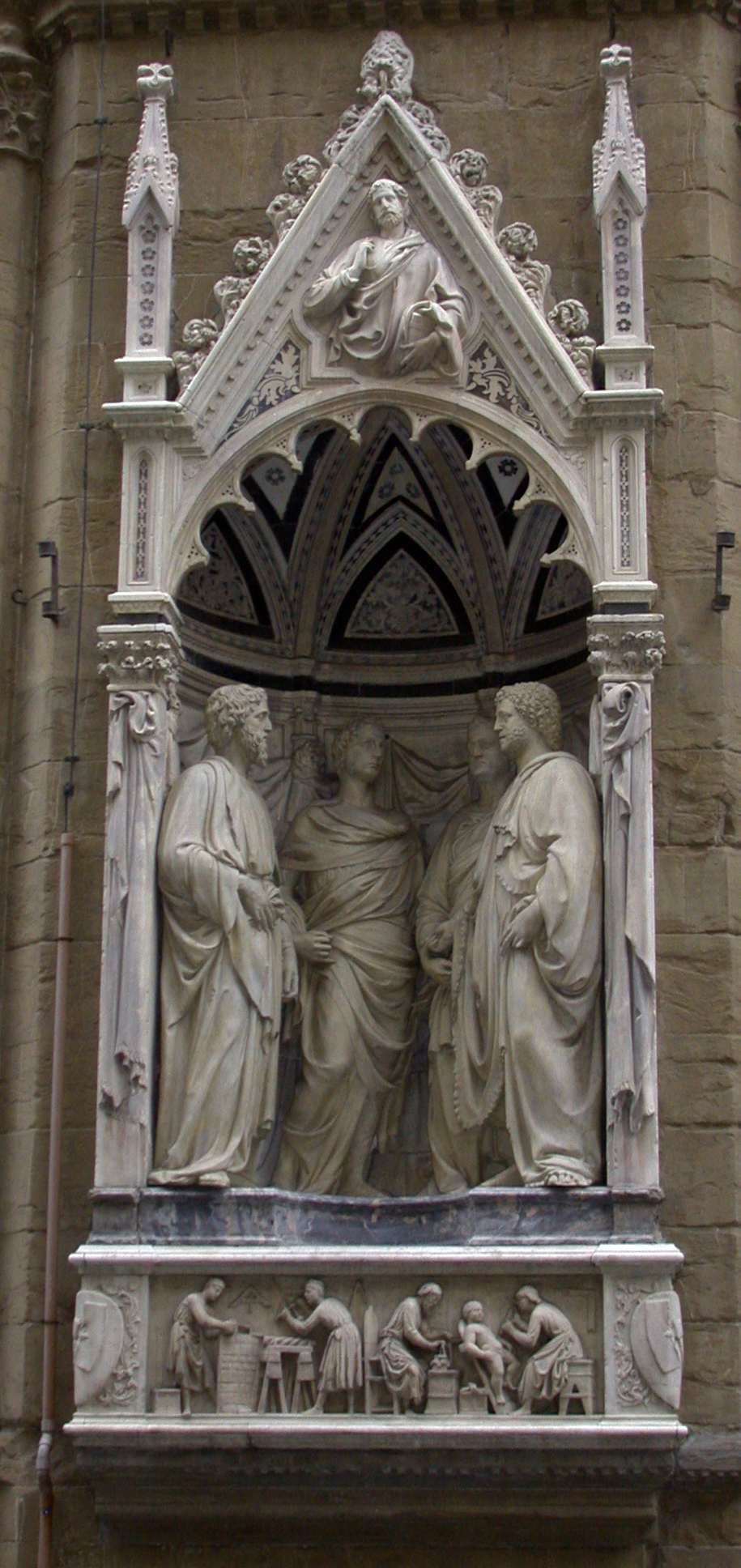
Nejznámější dílo od Nanniho di Banco zvané Quattro Santi Coronati, okolo 1408-15, Florencie

Nanni d´Antonio di Banco se narodil mezi lety 1380 – 1385 ve Florencii a zemřel v roce 1421 tamtéž. Byl italský sochař, jehož dílo lze zařadit na pomezí gotiky a renesance. O jeho tvorbě se zmiňuje Giorgio Vasari ve svém díle Životy nejvýznamnějších malířů, sochařů a architektů (1550, 1568).

## Život
Jeho otec Antonio di Banco byl florentským kameníkem, jenž pracoval na portále florentské katedrály (Santa Maria del Fiore), později se stal hlavním kameníkem. Druhého února roku 1405 se Nanni stává členem cechu kameníků a řezbářů – „Arte di Pietra e Legname“.

## Dílo
První zmínka o spolupráci se svým otcem pochází z 31. prosince 1407, kdy společně pracují na architektonických skulpturách portálu „Porta della Mandorla“. Za jeho první figurální dílo je považována socha proroka, která se dnes nachází ve florentském muzeu Bargello.

### Rané dílo
V lednu roku 1408 byli oba pověřeni vytesat mramorovou figuru Izajáše, která byla umístěna do exteriéru dómu na pilíř severní apsidy. Ačkoliv se v dokumentu z 24. ledna objevují jména otce i syna, je velice pravděpodobné, že autorem mramorové sochy proroka je samotný Nanni, jelikož Antonio byl spíše kameníkem než figurálním sochařem. Ve stejné době získal Donatello zakázku na protějškovou figuru Davida (Florencie, Bargello). Sochy mají výšku okolo dvou metrů a pro podhled byly příliš malé a později byly z pilířů sejmuty. Nanni se snaží řešit gotické řasení oděvu mnohem racionálněji. Obě figury proroků jsou ztvárněny v kontrapostu, který je odvozen z antického sochařství.
V prosinci roku 1409 získává zakázku na vytvoření sedící sochy sv. Lukáše, která měla být umístěna do niky rámující hlavní dveře florentské katedrály, zatímco Donatellovi byla přidělena protějšková figura sv. Jana Evangelisty (1410 – 1411, Florencie, Museo dell´ Opero del Duomo, 210 cm). Autory dalších soch apoštolů jsou například Niccoló di Piero Lamberti – sv. Marek (1410 – 1412, Florencie, Museo dell´ Opero del Duomo), či Bernardo di Piero Ciuffagni – sv. Matouš (1410 – 1415, Florencie, Museo dell´ Opero del Duomo). V únoru roku 1413 byla socha zaplacena, i když nebyla zcela dokončena. Sedící evangelista se ztrácí ve vlnách draperie. Jeho hlava s krátkými vousy je inspirovaná římským sochařstvím za vlády císaře Hadriána.

### Práce pro kostel Orsanmichele
Florentský kostel Orsanmichele se nachází na ulici „Via dei Calzaiuoli“ – ulice pojmenovaná po cechu punčochářů. Ve zdech stavby bylo vybudováno 14 nik, v nichž se nacházejí sochy jednotlivých patronů florentských cechu. Tři z těchto soch jsou pracemi Nanniho. Patří mezi ně sv. Eligius, sv. Filip a Čtyři korunovaní svatí. Sv. Eligius, biskup z Francie, je patronem kovářů a zlatníků, zde si jej nechal ztvárnit cech kovářů. Vnitřek niky je zdoben motivem kovářských kleští. Na predelle se nachází reliéf, na kterém je vyobrazen sv. Eligius při práci v kovářské dílně.
Sv. Filip, jenž byl vytesán na zakázku cechu punčochářů, má obdobný postoj jako sousedící socha sv. Marka (1411, Florencie Orsanmichele) od Donatella. Je zřejmé, že se tito dva sochaři velice často vzájemně inspirovali a sdíleli své sochařské plány.
Nanni byl členem cechu kameníků a řezbářů a od roku 1414 působil jako jejich konsul. Tento cech jej pověřil, aby vytesal sousoší Čtyř korunovaných svatých. Sochy v životní velikosti uspořádané do půlkruhu představují křesťanské mučedníky, kteří žili za císaře Diocletiána. Claudius, Castorius, Nicostratus a Simplicius byli sochaři, kteří měli na příkaz císaře vytvořit sochu pohanského boha lékařství, ale odmítli a nakonec byli umučeni. Postavy mužů jsou oděny do římských tóg, což nás odkazuje na fakt, že se Nanni věnoval studiu římského klasického sochařství. Bohatě řasená draperie oděvu přidává na plastičnosti jednotlivých figur. Jedná se o první raně renesanční dílo ve Florencii. Sochy byly vytesány pouze ze třech kusů mramoru, z nichž dvě postavy vpravo jsou z jednoho kusu kamene. Postava napravo gestikulující se svými společníky byla inspirací pro Masaccia a jeho figuru sv. Jana, která je vyobrazena v kapli Brancacci v Santa Maria del Carmine ve Florencii na fresce peníz daně. Pod nikou se nachází vysoký reliéf se čtyřmi sochaři, kteří jsou zde vyobrazení při práci. Tento výjev nám přibližuje chod florentské dílny v 15. století. Postava vpravo má pravděpodobně portrétní rysy Nanniho.

### Závěrečné dílo
Od roku 1414 pracuje na tympanonu Porta della Mandorla, který dokončil v roce 1421, a záhy na to umírá. V tympanonu nade dveřmi je vsazen hluboký reliéf s výjevem Nanebevzetí Panny Marie. Stále se zde objevují gotické prvky, jež jsou znatelné na protáhlých proporcích Panny Marie, zatímco její postava zachycena v kontrapostu nám naznačuje vlivy antického umění. Marie je znázorněna v mandorle, kterou po stranách přidržují čtyři andělé. V rukou drží pás, který věnuje svatému Tomáši, aby uvěřil v její nanebevzetí. Roku 1419 spolupracuje s Donatellem a Bruneleschim na modelu kupole florentského chrámu, ze kterého se nám dnes dochoval pouze fragment. Společně s Donatellem stál u zrodu renesančního sochařství ve Florencii.

## Přehled děl
- Prorok (1407 – 1408), Florencie, Bargello.
- Izajáš (1408 – 1409), Florencie, florentský dóm, mramor, 193 cm.
- Sv. Lukáš (1408 – 1412), Florencie, Museo dell´ Opero del Duomo, mramor, 208 cm.
- Sv. Eligius (1408 – 1413), Florencie, Orsanmichele, mramor.
- Sv. Filip (1412 – 1415), Florencie, Orsanmichele, mramor.
- Čtyři korunovaní svatí = Quattro Santi Coronati (1412 – 1415), Florencie, Orsanmichele, mramor, 185 cm.
- Reliéf Nanebevzetí Panny Marie = Madonna della Cintola (1414 – 1421), Florencie, florentský dóm, Porta della Mandorla, mramor.